# Limburg United in het seizoen 2021/22
Het seizoen 2021/2022 was het 8e jaar in het bestaan van de Limburgse basketbalclub Limburg United (sponsornaam: Hubo Limburg United) sinds de oprichting in 2014.

## Verloop
De club kwam uit in de nieuw opgerichte basketbalcompetitie van Nederland en België, de BNXT League. Na drie speeldagen en drie nederlagen werd coach Sacha Massot ontslagen, hij werd opgevolgd door assistent-coach Raymond Westphalen. Niels Marnegrave bleef assistent onder Westphalen.
Limburg verloor in de derde ronde van de BNXT League waar ze onderuit gingen tegen Donar. Ze wisten zich niet te kwalificeren voor de eindfase van het landskampioenschap. Ze wisten in de finale van de Beker van België BC Oostende te verslaan met 79-73 waarmee ze hun eerste beker wonnen in de geschiedenis van de club.

## Ploeg
Antwerp Giants ·
Apollo Amsterdam ·
Aris Leeuwarden ·
BAL ·
Union Mons-Hainaut ·
Den Helder Suns ·
Donar ·
Feyenoord ·
Heroes Den Bosch ·
Kangoeroes Basket Mechelen ·
Landstede Hammers ·
Leuven Bears ·
Liège Basket ·
Limburg United ·
Okapi Aalst ·
Oostende ·
Phoenix Brussels ·
Spirou Charleroi ·
The Hague Royals ·
Yoast United ·
ZZ Leiden